# Santa María Ocotepec
Santa María Ocotepec är en ort i Mexiko.   Den ligger i kommunen Totontepec Villa de Morelos och delstaten Oaxaca, i den sydöstra delen av landet, 400 km sydost om huvudstaden Mexico City. Santa María Ocotepec ligger 1 103 meter över havet och antalet invånare är 288.
Terrängen runt Santa María Ocotepec är huvudsakligen bergig, men den allra närmaste omgivningen är kuperad. Santa María Ocotepec ligger nere i en dal. Runt Santa María Ocotepec är det ganska glesbefolkat, med 25 invånare per kvadratkilometer. Närmaste större samhälle är La Candelaria, 6,3 km öster om Santa María Ocotepec. I omgivningarna runt Santa María Ocotepec växer i huvudsak städsegrön lövskog.